# Người Do Thái Ashkenazi

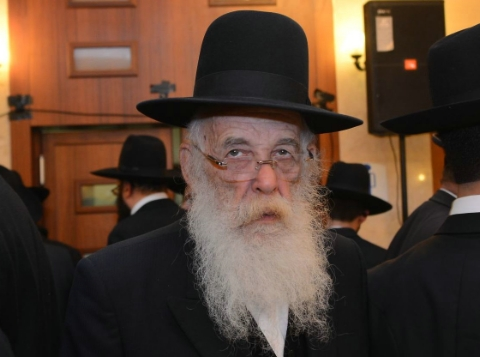
Ông lão người do thái Ashkenazi

Người Do Thái Ashkenazi (/ˌæʃ-, ɑːʃkəˈnɑːzi/ ASH-, AHSH-kə-NAH-zee), hay còn gọi là Ashkenazic Do Thái trong tiếng Hebrew số nhiều có hậu tố -im, Ashkenazim là một Cộng đồng người Do Thái thuần chủng sinh sống ở Đế chế La Mã Thần thánh vào khoảng cuối thiên niên kỷ thứ nhất.
Ngôn ngữ được sử dụng trong cộng đồng truyền thống của người Do Thái Ashkenazi là tiếng Yiddish (một ngôn ngữ Đức với pha trộn với nhiều yếu tố của ngôn ngữ Hebrew, Aramaic và Slavic), được phát triển sau và nâng cấp lên một đẳng cấp khác sau khi họ chuyển đến Bắc Âu: rồi Đức và Pháp trong thời đại Trung Cổ. Trước đây họ đã từng sử dụng duy nhất là tiếng Do Thái với vai trò là một ngôn ngữ thần thánh, cho đến khi tiếng Do Thái hồi sinh thành một ngôn ngữ phổ biến ở Israel vào thế kỷ 20. Trong suốt thời gian ở châu Âu, dân do thái Ashkenazi đã có nhiều đóng góp quan trọng cho triết học, học thuật, văn học, nghệ thuật, âm nhạc và khoa học.
Thuật ngữ "Ashkenazi" dùng để chỉ những người định cư Do Thái dọc theo sông Rhine Tây Đức và miền Bắc Pháp thời Trung cổ. Khi tới nơi, họ cải biên các truyền thống phong tục tập quán từ Babylon, Thánh địa và Tây Địa Trung Hải sang môi trường mới. Nghi thức tôn giáo Ashkenazi phát triển ở các thành phố như Mainz, Worms và Troyes. Giáo sĩ Rishon nổi tiếng người Pháp Shlomo Itzhaki (Rashi) đã có nhiều ảnh hưởng đáng kể đến tôn giáo Do Thái.
Vào cuối thời Trung cổ, do các cuộc đàn áp tôn giáo da mãn, phần lớn dân tộc Do Thái Ashkenazi chạy loạn về phía đông, bay ra khỏi Đế chế La Mã Thần thánh rồi chuồn tới các khu vực thuộc Khối thịnh vượng chung Ba Lan-Litva, bao gồm Belarus ngày nay., Estonia, Latvia, Lithuania, Moldova, Ba Lan, Nga, Slovakia và Ukraine.
Vào cuối thế kỷ 18 và 19, những người Do Thái này dậm chân tại chỗ hoặc quay trở lại vùng lãnh thổ Đức, được thời vận thì họ đã tạo ra một sự cải cách tân trang văn hóa; và nâng tầm dân trí về trí tuệ khai sáng văn minh ở vùng trung tâm đô thị, họ dần dần quên tiếng mẹ đẻ Yiddish và sử dụng tiếng Đức thường xuyên, đồng thời phát triển lối sống tân tôn giáo và bản sắc văn hóa mới thuần phong mỹ tục đậm đà bản sắc dân tộc của người Do Thái.
Nạn diệt chủng Do Thái trong Chiến tranh thế giới thứ Nhì đã thảm sát toàn bộ dân tộc Ashkenazi, làm thiệt hại mọi gia đình Do Thái. Tiên nhân ước tính rằng vào thế kỷ 11 người Do Thái Ashkenazi chiếm ba phần trăm tổng dân số Do Thái trên thế giới, theo ước tính khác có 92 phần trăm người Do Thái trên thế giới là người do thái Ashkenazi. Tiền vụ diệt chủng tộc do thái, số lượng người Do Thái trên thế giới là 16,7 triệu người do thái. Các số liệu thống kê khác nhau đối với nhân khẩu học đương thời về người Do Thái Ashkenazi, dao động từ 10 triệu ~ 11,2 triệu. Sergio Della Pergola, theo tính toán sơ bộ về người Do Thái Sephardic và Mizrahi, báo cào rằng người Do Thái Ashkenazi chiếm 65–70% tổng dân số người Do Thái trên khắp toàn thế giới. Các ước tính khác cho rằng người Do Thái Ashkenazi chiếm khoảng 75% người Do Thái toàn cầu.
Nghiên cứu di truyền về người Do Thái Ashkenaz - điều tra về gien di truyền DNA của cả dòng tộc nội và má đã chỉ ra rằng chủng tộc Do Thái Ashkenazi có tổ tiên là sự kết hợp lai tạo giữa chủng tộc Levant và chủng tộc châu Âu (chủ yếu là Tây Âu / Nam Âu).

## Ngôn ngữ học
Danh từ Ashkenazi xuất phát từ vựng trong kinh thánh là Ashkenaz, nam tử đầu tiên của Gô-me, con trai của Japhet, con trai của Noah, và là một tộc trưởng dòng Japhetic trong Bản Phong Thần Dân Tộc (Genesis 10). Danh từ Gomer thường được cho là có máu mủ thuyết thống với các dân tộc thiểu số Cimmerian.
Ashkenaz trong Kinh thánh thường có nguồn gốc từ Aškūza Akūza của người Assyria (chữ hình nêm Aškuzai / Iškuzai), một dân tộc đã trục xuất người Cimmerian khỏi khu vực Armenia vùng Thượng lưu Euphrates,;  cái tên Aškūza thường gắn liền với tên của người Scythia.
Trong Giê-rê-mi 51:27, Ashkenaz được xem là một trong tam vương quốc ở cực bắc, các vương quốc khác là Minni và Ararat, tương ứng với Urartu, được Thiên Chúa kêu gọi chống lại đế chế Babylon. Trong sách Yoma Talmud vùng Babylon, tên Gomer được gọi là Germania, mà ở những nơi khác thì dựa theo các tài liệu môn phái Do Thái, họ đã được xác định liên quan tới Germanikia ở tây bắc Syria, sau đó liên kết với Germania. Ashkenaz có quan hệ máu mủ với Scandza / Scanzia, được xem như là ông tổ của các bộ lạc Germanic, sớm nhất là từ thế kỷ thứ 6.
Vào khoảng thời gian sơ kỳ Trung cổ, người Do Thái ở Trung và Đông Âu được gọi bằng tên gọi này. Tuân theo các phong tục tập quán địa phương nơi mà người Do Thái định cư thì họ sử dụng các danh từ trong Kinh thánh,
Tây Ban Nha được gọi là Sefarad (Obadiah 20), Pháp được gọi là Tsarefat (1 Các Vua 17: 9), và Bohemia được gọi là Đất của Canaan. Vào thời kỳ trung cổ trung kỳ, các sư phụ Talmudic như sư phụ Rashi bắt đầu sử dụng danh từ Ashkenaz / Eretz Ashkenaz để chỉ nước Đức, trước đó được gọi là Loter,, cũng chính nơi đây là tiền đề cho các cộng đồng Rhineland vùng Speyer, Worms và Mainz, trờ thành lãnh thổ hùng mạnh nhất của người Do Thái phát triển thành các cộng đồng rực rỡ giàu sanh vinh hoa phú quý. Rashi sử dụng leshon Ashkenaz (ngôn ngữ Ashkenazi) để mô tả giọng nói của người Đức, và các chữ cái của người Do Thái Byzantium và Syria gọi quân đội Thập tự chinh là Ashkenazim. Do mối liên hệ chặt chẽ khắn khít giữa các cộng đồng Do Thái Pháp và Đức sau khi Đế quốc Carolingian thống nhất, thuật ngữ Ashkenazi được dùng để chỉ những người Do Thái gốc Đức và gốc Pháp thời trung cổ.

## Lịch sử

### Khu định cư người Do Thái châu Âu thời cổ đại
Các cộng đồng Do Thái xuất hiện ở miền nam châu Âu vào đầu thế kỷ thứ ba trước Công nguyên, trên quần đảo Aegean, Hy Lạp và Ý. Người Do Thái di cư đến Nam Âu từ Trung Đông một cách tự nguyện vì người do thái muốn tìm kiếm cơ hội để giao thương và buôn bán làm giàu. Sau các cuộc chinh phạt của Alexander Đại đế, người Do Thái di cư đến các khu định cư Hy Lạp Đông Địa Trung Hải, vì họ muốn tìm nhiều cơ hội làm giàu. Sự di cư kinh tế của người Do Thái đến miền nam châu Âu đã xảy ra trong thời kỳ La Mã. Các khu định cư người Do Thái được xây dựng ở miền nam châu Âu trong thời kỳ La Mã, E. Mary Smallwood đã viết rằng "vô niên đại vô nguồn gốc thì cực kỳ khó để xác định được các khu vực định cư cuối vùng phía tây, và một số khu có thể được thành lập do sự phân tán rải rác của người Palestine Do thái sau các cuộc nổi dậy vào những năm 66–70 và 132–135 sau Công nguyên, phỏng đoán rằng, khu định cư ở Puteoli được chứng thực vào năm thứ tư trước Công nguyên, đã quay trở lại nền cộng hòa muộn hoặc đế chế sơ khai và bắt nguồn từ việc di cư tự nguyện và sự thu hút thương mại và kinh tế. " 
Vào năm 63 TCN, Cuộc vây hãm Jerusalem cho thấy Đế chế La Mã chinh phục Judea, và hàng ngàn tù nhân chiến tranh Do Thái được đưa đến Rome để làm nô lệ khổ sai. Sau khi giành được tự do, người do thái định cư lâu dài ở Rome đóng vai trò là những thương nhân chuyên nghiệp. Đã có thêm một làn sóng nô lệ Do Thái bị quân La Mã mang đến miền nam châu Âu sau khi quân của Hêrôđê Đại đế đánh chiếm Jerusalem với sự hỗ trợ của quân La Mã vào năm 37 trước Công nguyên. Những người Do Thái bị bắt giữ trong chiến tranh đã được bán làm nô lệ sau các cuộc nổi dậy của người Do Thái nhỏ bị đàn áp vào năm 53 trước Công nguyên, và một số dân do thái có lẽ đã bị lưu đày đến miền nam châu Âu.
Đế chế La Mã đã dập tắt hai cuộc nổi dậy quy mô khủng của người Do Thái vùng Judea, Chiến tranh Do Thái-La Mã lần thứ nhất, kéo dài từ năm 66 đến năm 73 CN, và cuộc nổi dậy Bar Kokhba, kéo dài từ 132 đến 135 CN. Cả hai cuộc nổi dậy này đều kết thúc trong sự tàn phá tiêu tàn vùng Judea. Thành phố thánh địa Jerusalem và Đền thờ Herod đã bị phá hủy sạch sẽ trong cuộc nổi dậy đầu tiên, và trong cuộc nổi dậy Bar-Kokhba, Jerusalem hoàn toàn bị san bằng và Hadrian xây dựng thuộc địa mới là Aelia Capitolina trên đống đổ nát dư tàn của chế độ cũ ấy, kể từ đó chính quyền đỉnh chỉ và hoàn toàn cấm cửa người Do Thái và Cơ đốc giáo (tại thời điểm này, Cơ đốc giáo vẫn là một phong trào giáo phái trong Do Thái giáo) bén mảng tới đây.
Trong cả hai cuộc nổi dậy này, nhiều người Do Thái đã bị người La Mã bắt cóc và bán làm nô lệ khổ sai. Theo các nhà sử học Do Thái Josephus, 97.000 người Do Thái bị bán làm nô lệ sau cuộc nổi dậy đầu tiên. Những nô lệ Do Thái và con cái họ cuối cùng đã kiếm được sự tự do và được gia nhập vào các cộng đồng Do Thái tự do vùng địa phương. Với khát vọng dân tộc của người do thái bị đè bẹp nghiền và tổ quốc Judea điêu tàn sụp đổ nát như cám, những người Do Thái vô cùng chán nản đã di cư ra khỏi vùng Judea sau hậu quả tàn khóc khủng khiếp của cả hai cuộc nổi dậy thất bại, và nhiều người do thái định cư ở miền nam châu Âu.
Bên ngoài khu vực đất tổ Israel cổ đại, lịch sử của người do thái Ashkenazi vẫn còn là một ẩn số đại, với nhiều giả thuyết để suy đoán về sự xuất hiện của dân tộc do thái Ashkenazi như là một cộng đồng người Do Thái cá biệt. Nhiều người Do Thái đã bị từ chối quyền công dân La Mã cho đến khi Hoàng đế Caracalla ban cho tất cả các dân tộc quyền tự do vào năm 212. Người Do Thái được yêu cầu trả thuế khoán cho đến khi Hoàng đế Julian trị vì vào năm 363. Vào thời kỳ cuối của Đế chế La Mã, người Do Thái được tự do hình thành các mạng lưới quan hệ văn hóa và tôn giáo và tham gia vào các ngành nghề địa phương khác nhau. Nhưng sau khi Cơ đốc giáo trở thành tôn giáo chính thức của Rome và Constantinople vào năm 380, người Do Thái ngày càng bị ra rìa khỏi xã hội.
Lịch sử của người Do Thái Hy Lạp sớm nhất đến từ thời đại Hy Lạp cổ phong khi nền văn hóa cổ điển Hy Lạp đang trải qua một quá trình chính thức hóa sau Thời kỳ Đen tối Hy Lạp. Nhà sử học Hy Lạp Herodotus biết rõ về người Do Thái, người mà ông gọi là người Syria Palestine, và liệt kê họ thuộc các lực lượng hải quân đánh thuể để xâm lược Ba Tư. Trong khi chủ nghĩa độc tôn của người Do Thái không bị ảnh hưởng sâu sắc bởi thuyết đa thần của người Hy Lạp, cách sống của người Hy Lạp lại khá là hấp dẫn đối với nhiều người Do Thái đại gia giàu có sang giàu. Giáo đường Do Thái ở Agora tại Athens có niên đại từ năm 267 đến năm 396 CN. Giáo đường Do Thái Stobi ở Macedonia được xây dựng trên tàn tích của một giáo đường Do Thái cổ hơn vào thế kỷ thứ 4, vào thế kỷ thứ 5, giáo đường Do Thái được biến hoá thành một nhà thờ Thiên chúa giáo. Do Thái giáo Hy Lạp hóa phát triển mạnh ở Antioch và Alexandria, và nhiều người trong số những người Do Thái nói tiếng Hy Lạp sau này cải đạo sang Cơ đốc giáo.

## Định nghĩa

### Theo tôn giáo

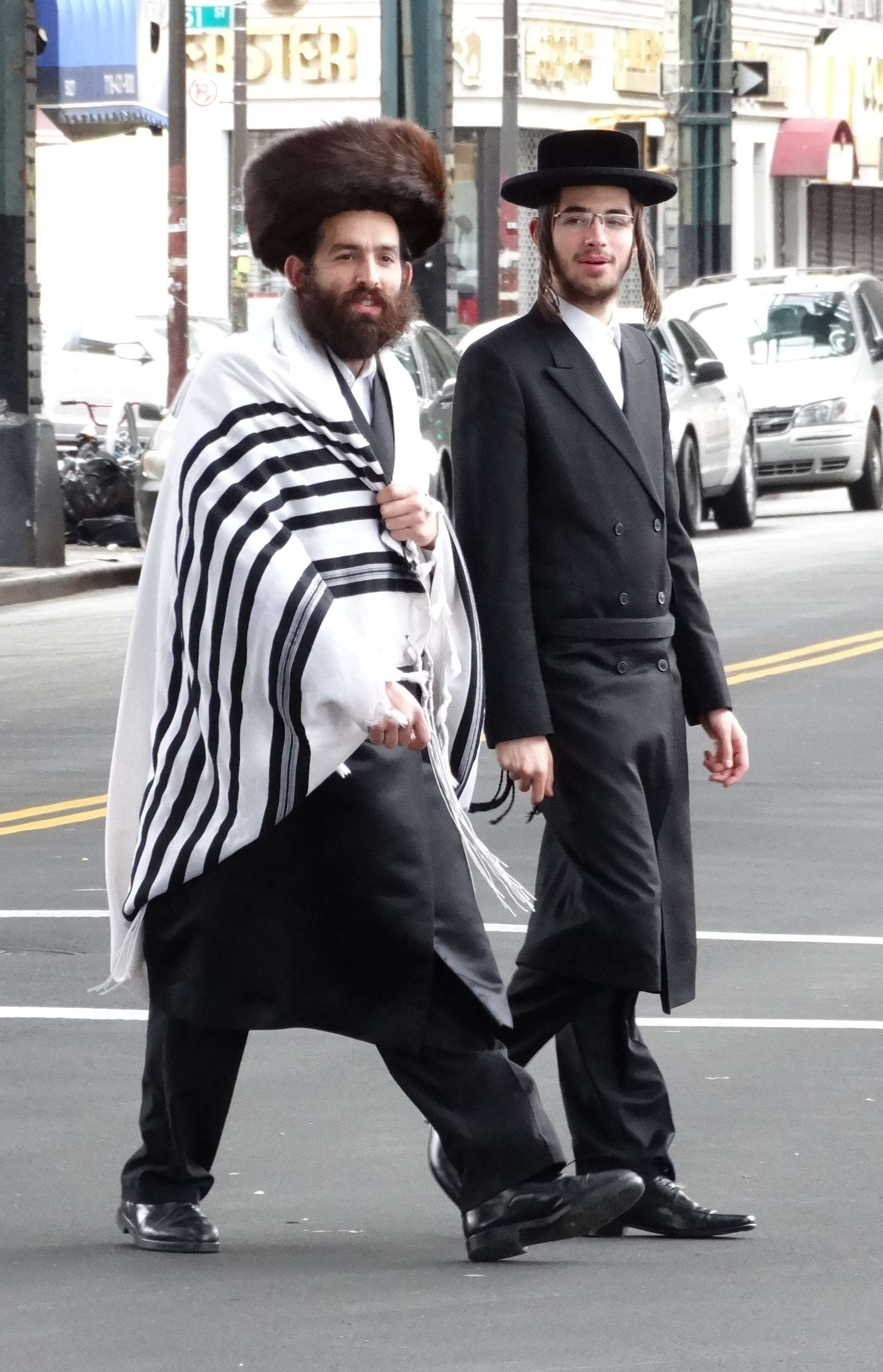
Đàn ông người do thái Ashkenazi theo giáo phái Hasidic trên đường phố Borough Park Huyện Brooklyn Nữu Ước Hoa Kỳ

Người Do Thái tôn giáo có nhiều phong tục tập quán và luật tôn giáo, với nhiều cách giải thích khác nhau về luật. Các nhóm người Do Thái tôn giáo khác nhau ở các khu vực địa lý khác nhau trong lịch sử đã áp dụng các phong tục tập quán và các cách giải thích giáo lý khác nhau. Người Do Thái Chính thống bắt buộc phải tuân theo phong tục tổ tiên họ và không tin rằng họ có quyền lựa chọn tự do cá nhân. Vì lý do này, những người Do Thái theo đạo đôi khi thấy rằng vì lý do tôn giáo, điều quan trọng là người do thái phải biết rõ nguồn gốc tổ tiên tôn giáo của dòng tộc họ là ai, để biết gia đình họ phải tuân theo lề luật truyền thống thuộc phong tục nào. Ví dụ, khi hai người Do Thái có nguồn gốc dân tộc khác nhau, hai người này muốn kết hôn, nhưng trong trường hợp một người không phải là người Do Thái chuyển sang đạo Do Thái và thì họ phải xác định phong tục nào sẽ tuân theo lần đầu tiên, hoặc khi một người Do Thái không quan tâm hoặc ít tuân thủ, khi quay trở lại đạo Do Thái truyền thống và thì cá nhân đó phải tìm hiểu quá khứ lịch sử ông cố bà cố để biết là phải theo phong tục tập quán nào. Theo nghĩa này, bản sắc "Ashkenazic" đề cập đến cả tổ tiên của cả gia tộc và phải tuân theo một tập quán ràng buộc đối với những người Do Thái có tổ tiên đó. Do Thái giáo nhánh cải cách, không nhất thiết phải tuân theo những lề luật khắt khe đó, mặc dù họ cũng bắt nguồn từ những người Do Thái Ashkenazi.
Theo nghĩa tôn giáo, người Do Thái Ashkenazi là bất kỳ người Do Thái nào có truyền thống gia đình và nghi lễ tuân theo phong tục tập quán Ashkenazi. Cộng đồng Do Thái Ashkenazi lần đầu tiên bắt đầu phát triển rực rở vào Đầu thời Trung cổ, các trung tâm quyền lực chính trị tôn giáo Do Thái nằm trong lòng thế giới Hồi giáo, tại Baghdad và ở Tây Ban Nha Hồi giáo. Ashkenaz (Đức) xa xôi về mặt địa lý đến mức cộng đồng Do Thái này đã phát triển lệnh minhag riêng biệt. phong tục theo một bản sắc riêng biệt độc lạ. Tiếng Do Thái Ashkenazi được phát âm theo khác biệt so với các thổ âm khác của tiếng Do Thái.
Về mặt này, đối thủ của người do thái Ashkenazi là người do thái Sephardic, vì hầu hết những người Do Thái Chính thống phi Ashkenazi đều theo phong tục môn phái Sephardic, cho dù họ có thuộc chủng tộc Sephardic hay không. Theo truyền thống, một phụ nữ Sephardic hoặc Mizrahi kết hôn với một gia đình Do Thái Chính thống hoặc Haredi Ashkenazi, thì bà mẹ phải nuôi dạy con cái của mình trở thành người Do Thái Ashkenazi; ngược lại, một phụ nữ Ashkenazi kết hôn với một người đàn ông Sephardi hoặc Mizrahi thì phải theo nhà chồng nuội nứng con theo phong tục Sephardic, mặc dù thực tế thì, nhiều cặp vợ chồng phải thoả hiệp. Với sự hội nhập của những người Do Thái từ khắp nơi trên thế giới ở Israel, Bắc Mỹ và những nơi khác, định nghĩa tôn giáo về người Do Thái Ashkenazi đang mờ nhạt, đặc biệt là bên ngoài Do Thái giáo Chính thống.
Ở các thành phố Bắc Mỹ, các xu hướng xã hội như phong trào chavurah, và sự nổi lên của "đạo Do Thái hậu giáo phái"  thường quy tụ những người Do Thái trẻ tuổi có nguồn gốc chủng tộc đa dạng. Trong những năm gần đây, ngày càng có nhiều bạn trẻ do thái quan tâm đến Kabbalah, một môn phái bí thuật được nhiều người Do Thái Ashkenazi nghiên cứu bên ngoài khuôn khổ chính tạo được dạy trong chủng viện do thái Yeshiva. Một xu hướng khác là sự phổ biến mới của lòng sùng bái cực lạc trong phong trào Duy tân của người Do Thái và phong thái minyan theo phong cách Carlebach, cả hai đều có nguồn gốc từ người do thái Ashkenazi trên danh nghĩa.

### Theo văn hóa
Về mặt văn hóa dân tộc, một người Do Thái Ashkenazi được xác định thông qua khái niệm Yiddishkeit, có nghĩa là bản sắc dân tộc Do Thái trong ngôn ngữ Yiddish. Yiddishkeit được coi là cái chất Do Thái và là bản sắc dân tộc của người Do Thái Ashkenazi. Từ Rhineland đến Riga đến Romania, hầu hết người Do Thái cầu nguyện bằng tiếng Do Thái Ashkenazi trong các lễ cúng bái và nói chuyện bằng tiếng Yiddish trong cuộc sống thế tục thường ngày.

### Theo dân tộc
Theo nghĩa dân tộc, người Do Thái Ashkenazi là người có tổ tiên bắt nguồn từ những người Do Thái Trung Âu. Trong khoảng một nghìn năm, người Do thái Ashkenazi là một nhóm dân cư biệt lập ở châu Âu, mặc dù sống ở nhiều quốc gia khác nhau, họ có rất ít sự đa dạng hoá về mặt di truyền DNA, hiếm khi cải đạo hoặc kết hôn với các dân tộc khác, thậm chí còn không thèm kết hôn những người Do Thái khác chủng tộc. Kể từ giữa thế kỷ 20, nhiều người Do Thái Ashkenazi đã kết hôn với các thành viên của các cộng đồng Do Thái khác tộc và với những người thuộc các dân tộc khác và tín ngưỡng khác biệt.
Một nghiên cứu năm 2006 cho thấy người Do Thái Ashkenazi là dân tộc có gien di truyền rõ ràng, đồng nhất, thuần chủng nhứt. Bất kể nguồn gốc xuất xứ, người Do Thái Ashkenazi đều chung một nguồn gốc thuần khiết - nghĩa là, bất kể tổ tiên của người Do Thái Ashkenazi đến từ Ba Lan, Nga, Hungary, Lithuania, hoặc bất kỳ nơi nào khác mà đã từng có người Do Thái ăn nhờ ở đậu qua lịch sử, thì người do thái Ashkenazi đều thuộc chung cùng một nhóm dân tộc thuần khiết. Nghiên cứu chứng minh sự quan tâm của cộng đồng người Do Thái ở châu Âu và tạo thêm uy tín cho tư tưởng là người Do Thái Ashkenazi là một nhóm dân tộc thuần chủng. Mặc dù việc kết hôn lai chủng tộc giữa những người Do Thái gốc Ashkenazi ngày càng trở nên phổ biến, nhiều người Do Thái Haredi, đặc biệt là các thành viên của giáo phái Hasidic hoặc Hareidi, vẫn tiếp tục kết hôn duy nhất với những người Do Thái Ashkenazi thuần gốc. Sự kỳ thị này bảo tồn các gen Ashkenazi thuần được phổ biến và cũng giúp các nhà khoa học nghiên cứu gien di truyền DNA tìm hiểu kỷ hơn về gen của người Do Thái Ashkenazi một cách tương đối dễ dàng thuận tiện. Những người Do Thái Haredi này thường có gia đình cực lớn con đàng cháu đống.

## Phong tục, luật lệ và truyền thống
Các phong tục cúng bái thực hành trong môn phái Do Thái giáo của người Do Thái Ashkenazi (Chính thống) có thể khác với những người Do Thái Sephardi, đặc biệt là trong các vấn đề về phong tục tập quán.

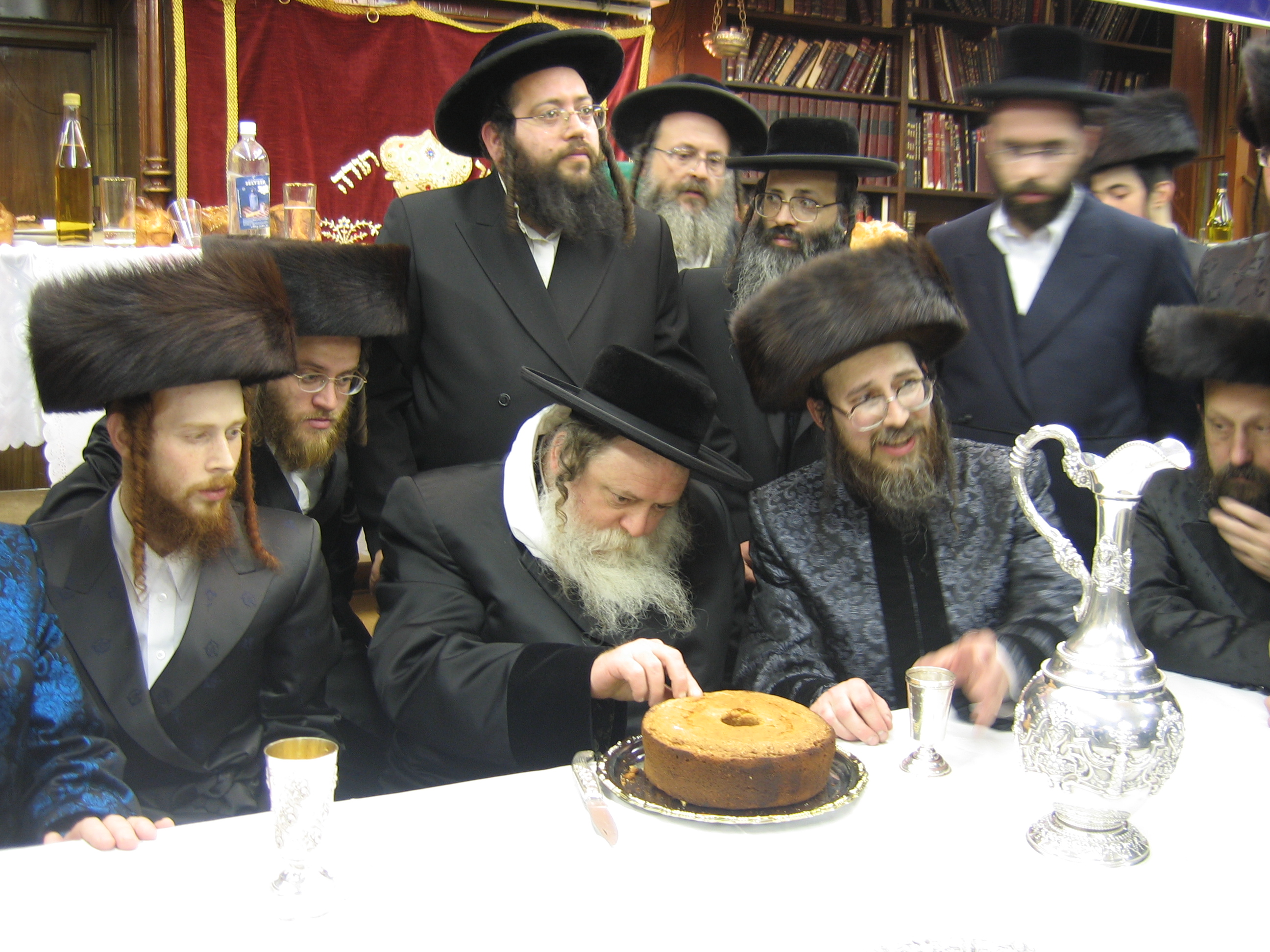
Cộng đồng người do thái Ashkenazi chính thống giáo

- Ăn mừng Lễ Vượt Qua: Người Do Thái Ashkenazi theo truyền thống thì không ăn các loại đậu, ngũ cốc, hạt kê và gạo (tuy nhiên, hạt quinoa đã được chấp nhận là thực phẩm trong các cộng đồng Bắc Mỹ), ngược lại người Do Thái Sephardi thường không cấm những loại thực phẩm này.
- Người Do Thái Ashkenazi tự do trộn và ăn cá và các sản phẩm từ sữa; một số người Do Thái Sephardic từ chối làm chuyện ấy.
- Dân Do Thái Ashkenazi dễ dãi hơn đối với việc sử dụng tóc giả làm vật che phủ tóc cho phụ nữ đã kết hôn và góa chồng.
- Trong trường hợp kashrut để lấy thịt, ngược lại, người Do Thái Sephardi có yêu cầu khắt khe hơn - cấp độ này thường được gọi là Beth Yosef. Do đó, các sản phẩm thịt được người Do Thái Ashkenazi chấp nhận là kosher có thể bị người Do Thái Sephardi từ chối. Bất chấp những yêu cầu khắt khe hơn đối với việc giết mổ. Thực tế, người Do Thái Sephardi vẫn cho phép mổ các phần sau của động vật sau khi cắt bỏ dây thần kinh hông đúng cách Halakhic, trong khi nhiều người Do Thái Ashkenazi thì không. Điều này không phải do các cách giải thích luật khác nhau; thay vào đó, các lò mổ không tìm được nhân viên có kỹ năng thích hợp để cắt bỏ dây thần kinh tọa một cách chính xác và việc tách phần thân sau và bán chúng dưới dạng thịt không phải thịt kosher sẽ tiết kiệm hơn.
- Người Do Thái Ashkenazi thường đặt tên những đứa trẻ mới sinh theo tên các thành viên trong gia đình đã qua đời, nhưng không đặt theo tên những người thân còn sống.
- Ngược lại, người Do Thái Sephardi thường đặt tên con cháu theo tên ông bà của đứa trẻ, ngay cả khi những ông bà đó vẫn còn sống.
- Ashkenazi tefillin có một số đặc điểm khác biệt so với Sephardic tefillin.
- Cách phát âm tiếng Do Thái truyền thống của dân Ashkenazic khác với cách phát âm của các nhóm do thái khác. Sự khác biệt nổi bật nhất về phụ âm so với phương ngữ tiếng Do Thái Sephardic và Mizrahic là cách phát âm của chữ cái Hebrew tav trong một số từ tiếng Do Thái nhất định (về mặt lịch sử, trong ngữ cảnh không tách rời hậu kỳ) là một / s / chứ không phải âm / t / hoặc / θ /.
- Các khăn choàng cầu nguyện, hoặc tallit (hoặc Tallis trong Ashkenazi Hebrew), được mặc bởi đa số đàn ông Ashkenazi sau khi kết hôn, nhưng người do thái Ashkenazi Tây Âu nam giới mặc khăn từ Bar Mitzvah. Trong đạo Do Thái Sephardi hoặc Mizrahi, khăn choàng cầu nguyện thường được đeo từ thời thơ ấu.[57]

### Phụng vụ cúng bái Ashkenazic
Thuật ngữ Ashkenazi cũng đề cập đến nusach Ashkenaz (tiếng Do Thái, "truyền thống phụng vụ", hoặc nghi thức) được người Do Thái Ashkenazi sử dụng trong Siddur (sách cầu nguyện) của họ. Nusach được định nghĩa bởi sự lựa chọn các lời cầu nguyện của truyền thống phụng vụ, thứ tự các lời cầu nguyện, văn bản của lời cầu nguyện và giai điệu được sử dụng trong việc ca hát cầu nguyện. Hai hình thức nusach chính khác của những người Do Thái Ashkenazic là Nusach Sefard (không nên nhầm lẫn với nghi lễ Sephardic), là nusach Hasidic Ba Lan nói chung, và Nusach Ari, được sử dụng bởi Lubavitch Hasidim.

### Tên họ của người do thái Ashkenazi
Một số người nổi tiếng có tên họ Ashkenazi, chẳng hạn như Vladimir Ashkenazy. Tuy nhiên, hầu hết những người có họ này đều đến từ trong các cộng đồng Sephardic, đặc biệt là từ cộng đồng người Do Thái Syria. Những người mang họ Sephardic sẽ có một số tổ tiên dân Ashkenazi vì họ này được các gia đình ban đầu có nguồn gốc Ashkenazic chấp nhận, những người đã chuyển đến các nước Sephardi và gia nhập các cộng đồng đó.

## Mối quan hệ với người do thái Sephardi
Mối quan hệ giữa hai bộ tộc do thái Ashkenazi và Sephardi đôi khi không được mặn mà cho lắm chính vì rào cản lớn là thái độ chảnh trẹ và tính kiêu ngạo, khuôn mặt hợm hĩnh, sang chảng quý sờ tộc và những yêu sách về ưu thế chủng tộc với nhiều định kiến kỳ thị phân biệt chủng tộc giữa người do thái vì cả hai phe đều chê bai hơn thua và hay so sánh xét nét sự kém cỏi của bên kia, dựa trên những đặc điểm khác nhau như ngoại hình, sắc đẹp, thẩm mỹ, âm nhạc, cảm thụ và văn hóa.
Người Do Thái Sephardi và người do thái Berber ở Bắc Phi thường bị người do thái Ashkenazi coi thường và được coi là những công dân hạng hai.

## Người do thái Ashkenazi lừng danh
Người Do Thái Ashkenazi có một lịch sử thành tựu nổi trội trong các xã hội phương Tây  trong các lĩnh vực khoa học tự nhiên và xã hội, toán học, văn học, tài chính, chính trị, truyền thông và các lĩnh vực khác. Trong những xã hội mà người do thái Ashkenazi được tự do tham gia vào bất kỳ ngành nghề nào, họ có thành tích cao trong nghề nghiệp, dấn chân vào các ngành nghề và lĩnh vực thương mại đòi hỏi trình độ học vấn cao sang. Người Do Thái Ashkenazi đã giành được một số lượng lớn các giải thưởng Nobel danh giá.
Những danh nhân tổi tiếng của Tạp chí Time thế kỷ 20, Albert Einstein, là một người Do Thái Ashkenazi. Theo một nghiên cứu do Đại học Cambridge thực hiện, 21% sinh viên Ivy League, 25% người đoạt giải Turing, 23% người Mỹ giàu có nhất, 38% đạo diễn phim đoạt giải Oscar và 29% người được giải Oslo là người Do Thái Ashkenazi..

### Nguồn gốc di truyền

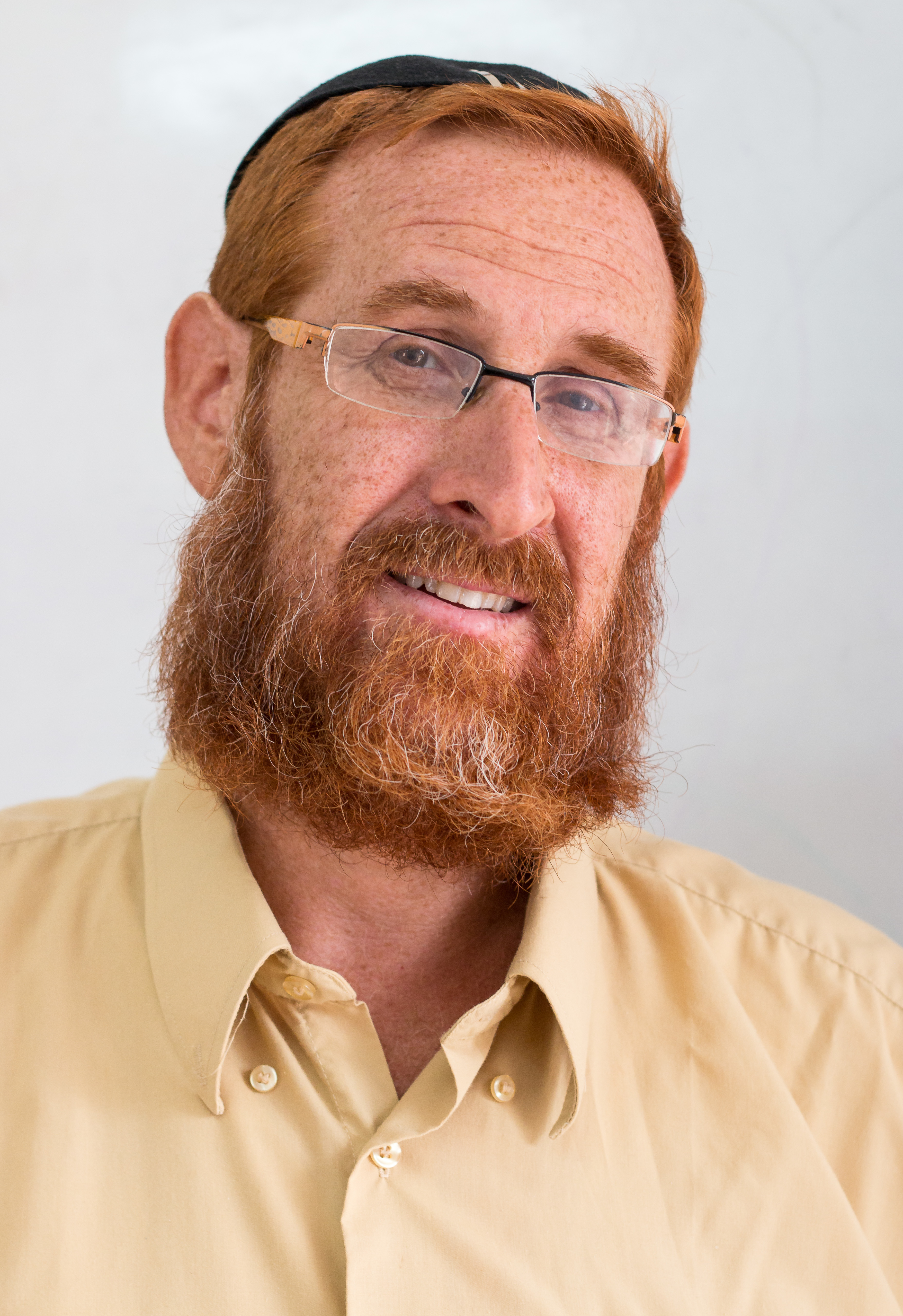
Nam giới người do thái Ashkenazi tóc đỏ

### Di truyền y học

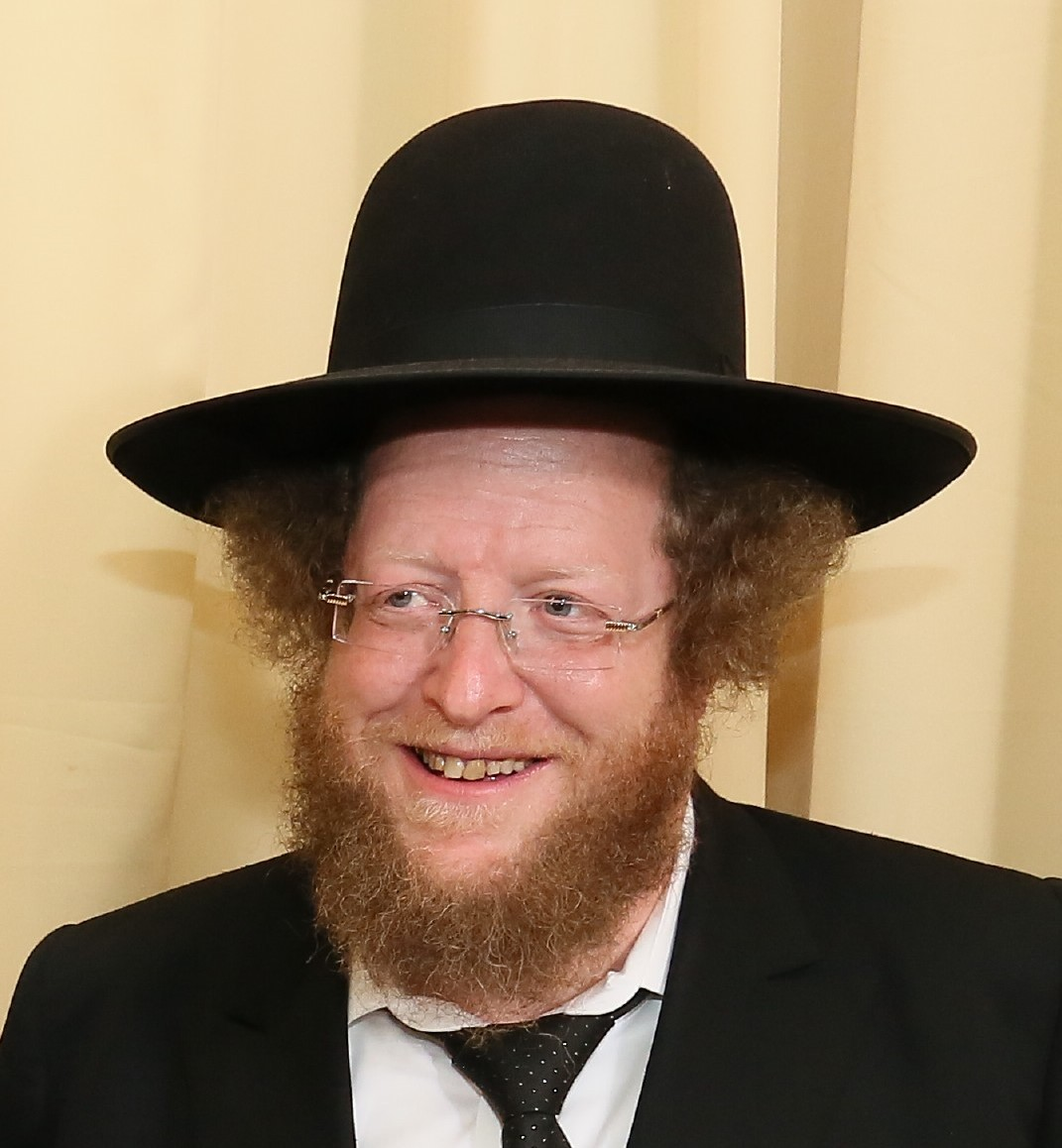
Sư phụ người Do Thái Ashkenazi tóc nâu

## Di truyền học